# 日本近代五種協会
公益社団法人日本近代五種協会（にほんきんだいごしゅきょうかい、英: Modern Pentathlon Association of Japan、略称: MPAJ）は、日本近代五種・バイアスロン連合を前身とし、2011年4月1日より現在の法人に改組した。日本における近代五種競技の国内競技連盟であり、国際近代五種連合、日本オリンピック委員会、日本スポーツ協会に加盟している。

## 概要
1964年の東京オリンピックを目標に1955年12月に日本近代五種競技連合（MPUI）として結成され、日本体育協会（のちの日本スポーツ協会）に加盟した。当時、近代五種の競技経験者は皆無であり、また銃器の使用が制限されているため、防衛庁と警視庁の中から精・技・体に優れている18名を選び選手養成に努め、1956年7月4日から9日までの5日間、初の日本選手権を実施した。
1960年ローマオリンピックには、視察員として役員、2名の選手（田中和広、内野重昭）を日本代表として初めて参加させた。近年においては2024年パリオリンピックで佐藤大宗が、日本の近代五種史上初のオリンピックのメダルとなる銀メダルを獲得している。

## 沿革
- 1955年 - 日本近代五種競技連合（MPUI）として発足
- 1959年 - 陸上、水泳、射撃、フェンシング、馬術の国内競技団体により日本近代五種連合結成
- 1968年 - 冬季近代2種（スキー）を加え、日本近代五種・バイアスロン連合となる
- 2000年 - 社団法人化
- 2011年 - 近代五種とバイアスロンを分離し、社団法人日本近代五種協会として発足
- 2018年 - 日清食品とスポンサー契約を締結[2]

## 大会
- 近代五種全日本選手権大会